# Migração puritana para a Nova Inglaterra
Entre 1620 e 1640, ocorreu uma significativa migração da população puritana para a Nova Inglaterra. Esses migrantes foram motivados principalmente pela liberdade de praticar suas crenças.

## Visão geral
O Rei Jaime VI fez alguns esforços para reconciliar o clero puritano que havia sido alienado pela falta de mudanças na Igreja Anglicana. Os puritanos abraçaram o calvinismo com sua oposição ao ritual e ênfase na pregação, um crescente sabatismo e preferência por um sistema presbiteriano de governo da igreja (uma Igreja governada por um conselho de presbíteros), em oposição ao governo episcopal (uma Igreja governada por Bispos nomeados pela autoridade central) que existia na Igreja Anglicana. Além disso, os puritanos eram contrários aos rituais da Igreja Anglicana que se assemelhavam aos rituais da Igreja Católica Romana.
Este conflito religioso piorou depois que Carlos I assumiu o trono em 1625, e o Parlamento se opôs cada vez mais à sua autoridade. Em 1629, Carlos dissolveu o Parlamento sem intenção de convocar um novo, em uma tentativa de neutralizar seus inimigos, que incluíam numerosos puritanos. Com o clima religioso e político tão pouco tenso, muitos puritanos decidiram deixar o país. Alguns dos migrantes também eram comunidades de expatriados ingleses de Não-Conformistas e Separatistas que, a partir de 1590, haviam fugido para o continente europeu, principalmente para a Holanda e Suíça.
Em 1630, partiu a "Frota Winthrop", com 11 navios, que trouxeram cerca de 700 pessoas para a Colônia da Baía de Massachusetts. A migração, em ritmo intenso, continuou até que, em 1640, o Parlamento foi novamente reunido, o que reduziu o ritmo da migração.
A partir de 1641, com o início da Guerra Civil Inglesa, alguns colonos voltaram para a Inglaterra para lutar em favor dos partidários de Oliver Cromwell.
Estima-se que, durante esse período, cerca de 20.000 puritanos ingleses emigraram para a Nova Inglaterra. Maioria eram de famílias com alguma educação, que levavam vidas relativamente prósperas na Inglaterra.
Estima-se que, após 1640, entre 7 e 10 por cento dos colonos puritanos retornaram à Inglaterra, incluindo cerca de um terço dos clérigos.

## Início da imigração
Após a execução de Henry Barrowe e John Greenwood, em 6 de abril de 1593, muitos puritanos ingleses decidiram emigrar para a Holanda, país onde existia uma grande liberdade religiosa. Dentre os puritanos ingleses que emigraram para a Holanda, merece destaque a comunidade que se instalou em Leida, que, em 1620, era liderada por: John Robinson e William Brewster, pois foram integrantes dessa congregação que fizeram a célebre viagem no "Mayflower" e que, a partir de dezembro de 1620, participariam da fundação da Colônia de Plymouth, em um território, atualmente administrado pelo Estado norte-americano de Massachusetts.
Depois, mais imigrantes puritanos emigraram para a Nova Inglaterra, formando novas comunidades com uma cultura profundamente religiosa, socialmente unida e politicamente inovadora que influenciaria os Estados Unidos por gerações. "Eles fugiram da Inglaterra e tentaram criar uma" nação de santos "na América, uma comunidade intensamente religiosa e totalmente justa, projetada para ser um exemplo para toda a Europa e o resto do mundo.

## Intolerância religiosa
Entretanto, a intolerância religiosa também se instalaria entre os puritanos, prova disso, foi o banimento de Roger Williams, fundador da Igreja Batista nos Estados Unidos, da Colônia da Baía de Massachusetts, em 1635. Isso faria com que Roger e seus seguidores fundassem a Colônia de Providence, que seria o primeiro núcleo habitacional do que, atualmente, é o Estado de Rhode Island.
Essa região, também foi o destino de Anne Hutchinson e seus seguidores, depois seu banimento da Baía de Massachusetts, em 1638, devido a acusações de Antinomianismo.
Os quakeres também foram expulsos de Massachusetts e aceitos em Rhode Island.